# Terry Wapram
Terry Wapram (Londra, 29 novembre 1952) è un chitarrista e compositore britannico conosciuto prevalentemente per aver fatto parte per un breve periodo degli Iron Maiden.

## Carriera
In un momento di crisi nella band Iron Maiden, ci fu la fuoriuscita dello storico chitarrista Dave Murray, che venne rimpiazzato da Wapram. Il sodalizio con il gruppo londinese durò meno di un anno, poiché Steve Harris decise di richiamare Murray, anche perché Wapram voleva essere l'unica chitarra della band. 
Dopo diversi anni di inattività, torna a suonare con il duo Buffalo Fish, e dal 2010 è il chitarrista dei V1.

## Discografia

### Con i V1
- The Spaceword Super Session, 2015
- End of The Beginning

### Con i Buffalo Fish
- Raw Bit, 2014